# Cylindrommata longissima
Cylindrommata longissima är en skalbaggsart som beskrevs av Friedrich F. Tippmann 1960. Cylindrommata longissima ingår i släktet Cylindrommata och familjen långhorningar. Inga underarter finns listade i Catalogue of Life.